# رادرفوردیم-۲۶۸
رادرفوردیم-۲۶۸ یکی از ایزوتوپ‌های رادرفوردیم است که نیمه‌عمر آن معادل ۱٫۴ ثانیه تخمین زده شده‌است و با شکافت خود به خودی تجزیه می‌شود.
برخی از شواهد تجربیِ به‌دست‌آمده در سال ۲۰۰۴ نشان می‌داد که برای تولید رادرفوردیم در یک زنجیرهٔ واپاشی استفاده از ایزوتوپ‌های عناصر سنگین‌تر نیز ممکن است، مانند مسکوویم-۲۸۸ که ایزوتوپ ۲۶۸Rf در زنجیرهٔ فروپاشی آن مشاهده شد:
{\displaystyle \mathrm {^{288}_{115}Mc\rightarrow _{113}^{284}Nh+\alpha \rightarrow _{111}^{280}Rg+\alpha \rightarrow _{109}^{276}Mt+\alpha } \rightarrow \mathrm {^{272}_{107}Bh} +\alpha \rightarrow \mathrm {^{268}_{105}Db} +\alpha \rightarrow \mathrm {^{268}_{104}Rf} ^{*}+\nu _{e}}